# فهرست دودمان‌های شیعه
دودمان‌های شیعه به فراخور مکانی در بازه‌های زمانی مختلف حکومت کردهٔ در کشورهای گوناگون در این مقاله فهرست شده‌است:

## مصر و آفریقای شمالی
- ادریسیان (۷۸۰–۹۸۵)
- خلافت فاطمیان (۹۰۹–۱۱۷۱)
- زیریان (۹۷۳–۱۱۵۲)
- بنی کنز (۱۰۰۴–۱۴۱۲)[۱]

## اروپا
- بنو حمود (۱۰۱۶–۱۰۷۳)
- بنی کلب (۹۴۸–۱۰۵۳)

## شبه جزیره عربستان
- حکومت اخیضریه (۸۶۵–۱۰۶۶)
- رسیان (۸۹۳–۱۹۷۰)
- بنو صلیح (۱۰۴۷–۱۱۳۸)
- عیونی‌ها (۱۰۷۶–۱۲۳۹)
- پادشاهی متوکلی یمن (۱۹۲۶–۱۹۷۰)
- قرمطیان (۹۰۰–۱۰۷۳)
- عصفوریون (۱۲۵۳–۱۳۲۰)
- جاروانیان (۱۳۰۵–۱۴۸۷)[۲]
- الجبریه (۱۴۱۷–۱۵۲۴)
- بنی خالد (۱۶۶۹–۱۷۹۶)

## سوریه و عراق
- حمدانیان (۸۹۰–۱۰۰۴)
- مزیدیان (بنی اسد) (۹۶۱–۱۱۶۳)
- نمیریون (۹۹۰–۱۰۸۱) (غرب عراق)
- مروانیان (۹۹۰–۱۰۸۵)
- عقیلیان (۹۹۰–۱۱۶۹)
- مرداسیان (۱۰۲۴–۱۰۸۰)
- بنی عمار (۱۰۲۴–۱۱۰۹)
- آل حرفوش (۱۴۸۳–۱۸۶۵)

## ایران، افغانستان و قفقاز
- باوندیان (۶۵۵–۱۳۴۹)
- جستانیان (۷۹۱–۹۷۴)
- علویان (۸۶۴–۹۲۹)
- عیشانیه (۹۱۲–۹۶۱)
- زیاریان (۹۲۸–۱۰۴۳)
- آل بویه (۹۳۴–۱۰۶۲)
- آل حسنویه (۹۵۹–۱۰۱۵)
- آل کاکویه (۱۰۰۸–۱۰۵۱)
- هزاراسپیان (۱۱۵۵–۱۴۲۴)
- اسماعیلیان نزاری الموت (۱۰۹۰–۱۲۵۶)
- ایلخانان (۱۲۵۶–۱۳۳۵)
- سربداران (۱۳۳۲–۱۳۸۶)
- جلایریان (۱۳۳۵–۱۴۳۲)
- چوپانیان (۱۳۳۵–۱۳۵۷)
- آل اینجو (۱۳۳۵–۱۳۵۷)
- چلاویان (۱۳۴۹–۱۵۰۴)
- مرعشیان (۱۳۵۹–۱۵۸۲)
- سادات عمادی مازندرانی (۱۳۵۸–۱۶۸۳)
- قراقویونلو (۱۳۷۵–۱۴۶۸)
- کیاییان (۱۳۸۹–۱۵۹۲)
- مشعشعیان (۱۴۳۶–۱۷۲۹)
- صفویان (۱۵۰۱–۱۷۳۶)
- خانات باکو (۱۵۹۲–۱۸۰۶)
- خانات ایروان (۱۶۰۴–۱۸۲۸)
- افشاریان (۱۷۳۶–۱۷۹۶)
- خانات شکی (۱۷۴۳–۱۸۱۹)
- خانات گنجه (۱۷۴۷–۱۸۰۴)
- خانات تالش (۱۷۴۷–۱۸۲۸)
- خانات نخجوان (۱۷۴۷–۱۸۱۳)
- خانات قره‌باغ (۱۷۴۷–۱۸۲۲)
- خانات شیروان (۱۷۴۸–۱۸۲۰)
- زندیه (۱۷۵۰–۱۷۹۴)
- قاجاریه (۱۷۸۵–۱۹۲۵)
- پهلوی (۱۹۲۵–۱۹۷۹)

## هندوستان
- بهمنی‌ها (۱۳۴۷–۱۵۲۷)
- سلطنت جانپور (۱۳۹۴–۱۴۷۹)
- سلطنت بیدار (برید شاهیان) (۱۴۸۹–۱۶۱۹)
- سلطنت برار (عمادشاهیان) (۱۴۹۰–۱۵۷۲)
- نظام‌شاهیان احمدنگر (۱۴۹۰–۱۶۳۶)
- قطب‌شاهیان (۱۵۱۸–۱۶۸۷)
- عادل‌شاهیان (۱۵۲۷–۱۶۸۶)
- چَک‌ها (۱۵۶۱–۱۵۸۶)
- رامپور (۱۷۱۹–۱۹۴۹)
- حکومت اود (۱۷۲۲–۱۸۵۸)
- نواب بنگال و مرشدآباد (۱۷۵۷–۱۸۸۰)
- سلطنت تالپر (۱۷۸۳–۱۸۴۳)
- ایالات شاهزاده‌نشین هنزه (قرن ۱۵–۱۹۷۴)
- ایالات شاهزاده‌نشین نگر (قرن ۱۴–۱۹۷۴)

## آفریقای شرقی
- امپراطوری زنگ (۹۵۷–۱۵۰۶)